# Resolución 1530 del Consejo de Seguridad de las Naciones Unidas
La resolución 1530 del Consejo de Seguridad de Naciones Unidas, aprobada el 11 de marzo de 2004, condenó los atentados terroristas ocurridos ese mismo día en Madrid atribuyendo su autoría a ETA. La resolución reafirmaba la determinación del Consejo en luchar contra todas las formas de terrorismo conforme a lo dispuesto en la Carta de las Naciones Unidas e instaba a los Estados miembros a que cooperasen activamente en ese fin de acuerdo a lo expresado en la resolución 1373 del 28 de septiembre de 2001.
La resolución fue aprobada por unanimidad en la 4923.ª sesión del Consejo de Seguridad. El proyecto de resolución, presentado conjuntamente por Francia y España (país que por coincidencia era miembro no permanente del Consejo en aquel momento), hizo mención expresa a ETA como responsable de los atentados por petición expresa de la representante española, lo que generó reticencias en la delegación rusa pues ETA no había realizado reivindicación alguna. Sin embargo, tal discrepancia no fue planteada durante la sesión, que careció de debate al no haber objeciones antes de someter el proyecto de resolución a votación.